# Một triệu năm ánh sáng
Một triệu năm ánh sáng là EP (đĩa mở rộng) đầu tiên của ca sĩ kiêm nhạc sĩ, nhà sản xuất âm nhạc người Việt Vũ Cát Tường. EP được phát hành vào ngày 18 tháng 11 năm 2020, tức gần tròn một năm sau khi cô ra mắt album phòng thu song ngữ Inner Me. Một triệu năm ánh sáng được thực hiện phần lớn vào thời gian Tường đang thực hiện cách ly xã hội trong đại dịch COVID-19. EP này gồm 5 bài hát, trong đó có 4 bài hát: "Hành tinh ánh sáng", "Tìm hành tinh khác", "Phi hành gia cô đơn", bài hát chủ đề: "Một triệu năm ánh sáng" và một phiên bản Tiếng Anh của bài "Hành tinh ánh sáng" là "Planet E" (Tạm dịch là "Hành tinh của em") và được Vũ Cát Tường sản xuất cùng Nhạc sĩ Nguyễn Thanh Bình và StillaD Tùng Dương. Chất liệu âm nhạc trong album lần này là electropop, R&B và hiphop.
Một triệu năm ánh sáng gây tò mò khi mang concept đậm màu sắc khoa học viễn tưởng. Phần hoà âm phối khí thông qua những đoạn nhá hàng ngắn cũng tạo cảm giác bay bổng, thư giãn với các thanh âm độc đáo, bám sát concept Vũ trụ. Loạt hình ảnh cho EP cũng nhuốm màu khoa học viễn tưởng - tất cả tạo nên sự đồng nhất về mặt âm thanh cũng như hình ảnh.
Đĩa đơn đầu tiên của EP được ra mắt là Hành tinh ánh sáng. Tuy chưa ra mắt nhưng Một triệu năm ánh sáng của Vũ Cát Tường đã vươn lên #1 pre-order (đặt mua trước). Trước đó 48 tiếng, toàn bộ các combo đĩa cơ EP và vật phẩm Một triệu năm ánh sáng được bán trên website đều "cháy hàng" với giá bán 1.500.000 VND và cộng đồng FM (tên thân mật của fanclub Vũ Cát Tường) đã đẩy 2 hashtag #VuCatTuong và #EPMotTrieuNamAnhSang lên top 1 trending Twitter Việt Nam.
Ngày 16 tháng 04 năm 2021, Vũ Cát Tường chính thức ra mắt MV cho ca khúc Tìm hành tinh khác - track 2 trong E.P. Đây là món quà cô dành tặng cho khán giả và fan hâm mộ sau sự cố không thể ra mắt bản gốc của MV Hành Tinh Ánh Sáng. MV đã đạt 2,3 triệu lượt xem trên YouTube sau 24 giờ phát hành.

## Bối cảnh
Vào tối ngày 1 tháng 11 năm 2020, Vũ Cát Tường đã thay toàn bộ giao diện các nền tảng mạng xã hội của cô gồm Facebook, Instagram, Twitter thành một màu trắng đồng nhất. Không chỉ vậy, cả website chính thức của Vũ Cát Tường cũng được phủ trắng, cùng với đó là dòng hashtag gây tò mò: #HTAS. Động thái này của Vũ Cát Tường được người hâm mộ chú ý và đoán rằng đây là dấu hiệu trở lại của cô sau 1 năm yên ắng. Chưa đầy một ngày sau khi Vũ Cát Tường "phủ trắng" mạng xã hội, cộng đồng FM (tên fandom của cô) đã đồng loạt đẩy hashtag #VCTcomeback vươn thẳng lên vị trí Top 1 trending Twitter tại Việt Nam. Nhưng phải mãi tới ngày 5 tháng 11, người hâm mộ mới biết được cô sẽ trở lại bằng một EP Một triệu năm ánh sáng khi vô tình họ tìm được danh sách bài hát trên Apple Music và vào ngày 11 tháng 11, Tường mới chính thức công bố dự án này trên trang fanpage.

## Sản xuất

### Thiết kế
Trong EP Một triệu năm ánh sáng, Vũ Cát Tường không còn giữ sắc trắng thuần khiết như ở Inner Me mà sử dụng những gam màu mạnh tương phản với nhau, tạo ấn tượng thị giác đặc biệt. Tạo hình của Vũ Cát Tường trên background dải thiên hà cũng mang đậm màu sắc khoa học viễn tưởng. Tổng hòa lại các yếu tố trên, khán giả dường như có thể thấy với EP này, Vũ Cát Tường có nỗi "ám ảnh" đặc biệt với chủ đề vũ trụ, du hành không gian - thời gian. Đây là một chủ đề khá mới mẻ ở làng nhạc Việt mà Vũ Cát Tường chính là người tiên phong sử dụng trong cả một dự án âm nhạc dài hơi.

## Phát hành
EP được phát hành dưới 2 định dạng streaming và CD. Vào 7.00 P.M (GMT+7) ngày 18 tháng 11 năm 2020, toàn bộ EP Một triệu năm ánh sáng chính thức được phát hành trên các nền tảng nghe nhạc nghe nhạc trực tuyến là Spotify, sau đó vào 0.00 A.M (GTM+7) ngày 19 tháng 11 năm 2020, EP được phát hành trên iTunes và Apple Music.

## Quảng bá
Vì được ra mắt trong tình hình đại dịch Covid-19 diễn biến phức tạp, Vũ Cát Tường đã không thể tổ chức họp báo cũng như concert quảng bá cho EP của mình. Đội ngũ ê-kíp và các đối tác truyền thông đã thực hiện quảng bá trên nền tảng mạng xã hội như Facebook, Instagram. Ngoài ra, Tường cũng đã trình diễn các ca khúc trong EP tại các show diễn cô tham gia như V Heartbeat, Honda Show,...

## Sáng tác
Vũ Cát Tường đã sử dụng loạt hình ảnh về không gian - vũ trụ để ẩn dụ và lí giải những cung bậc và trạng thái khác nhau trong tình yêu. Phần hoà âm phối khí tạo cảm giác bay bổng, thư giãn với các thanh âm độc đáo, bám sát chủ đề vũ trụ.
Với 5 sáng tác mới trong EP, Vũ Cát Tường lấy hình ảnh ẩn dụ về không gian vũ trụ để diễn tả sự đơn độc giữa các mối quan hệ tình cảm. "Phi hành gia cô đơn" là tâm sự một người mải đi tìm hạnh phúc nhưng luôn lẻ loi. "Tìm hành tinh khác" là tâm trạng chàng trai cố bước qua cuộc tình đau khổ vẫn không thôi nhung nhớ quá khứ. "Hành tinh ánh sáng" là nhạc phẩm hiếm hoi mang màu sắc lạc quan, nói về sự trưởng thành của những người đang yêu. Ca khúc được quay MV, phát hành dạng đĩa đơn. "Một triệu năm ánh sáng" là khoảng không gian - thời gian rộng lớn mà Vũ Cát Tường mở ra cho tình yêu của mình với những buồn - vui đan xen. Trong album, bonus track (ca khúc bổ sung) là phiên bản tiếng Anh của Hành tinh ánh sáng, mang tên Planet E.
Các ca khúc được phối theo thể loại electropop (nhạc pop điện tử). Vũ Cát Tường sử dụng nền hòa âm theo phong cách lo-fi (xu hướng âm nhạc khởi đầu từ thập niên 1990) để tạo âm hưởng phiêu lãng, cổ điển, giàu tính thư giãn. Cô cộng tác với StillaD - producer sinh năm 1998 - cùng Nguyễn Thanh Bình, Benjamin James và Minh trong dự án lần này.

## Danh sách bài hát
Tất cả các ca khúc được viết bởi Vũ Cát Tường (trừ track 5). Tất cả các ca khúc được sản xuất bởi Vũ Cát Tường.
| Phiên bản vật lí (CD) | Phiên bản vật lí (CD)            | Phiên bản vật lí (CD) |
| STT                   | Nhan đề                          | Thời lượng            |
| --------------------- | -------------------------------- | --------------------- |
| 1.                    | "Hành tinh ánh sáng"             | 3:48                  |
| 2.                    | "Tìm hành tinh khác (feat Onic)" | 3:56                  |
| 3.                    | "Phi hành gia cô đơn"            | 4:11                  |
| 4.                    | "Một triệu năm ánh sáng"         | 3:19                  |
| Tổng thời lượng:      | Tổng thời lượng:                 | 15:13                 |

| Phiên bản phát hành trực tuyến (streaming) | Phiên bản phát hành trực tuyến (streaming) | Phiên bản phát hành trực tuyến (streaming) | Phiên bản phát hành trực tuyến (streaming) |
| STT                                        | Nhan đề                                    | Sáng tác                                   | Thời lượng                                 |
| ------------------------------------------ | ------------------------------------------ | ------------------------------------------ | ------------------------------------------ |
| 5.                                         | "Planet E"                                 | Vũ Cát Tường Benjamin James Minh           | 3:18                                       |
| Tổng thời lượng:                           | Tổng thời lượng:                           | Tổng thời lượng:                           | 18:31                                      |

## Video âm nhạc

### Hành Tinh Ánh Sáng
Tối 5 tháng 11, Vũ Cát Tường chính thức ra mắt MV Hành tinh ánh sáng. Sản phẩm đánh dấu sự trở lại của Tường là một bản tình ca nhẹ nhàng, sâu lắng dành cho các cặp đôi đang yêu. Tuy nhiên, khán giả đều biết đây không phải là MV chính gốc mà Tường muốn gửi tới khán giả trong lần này. Trước đó không lâu, cô đã chia sẻ trên trang cá nhân về sự cố khiến cho MV Hành tinh ánh sáng ban đầu không thể ra mắt đúng hẹn. Do đó, Tường đã làm MV mới một cách hết sức đơn giản. Đó là hình ảnh của một mình cô, với duy nhất một concept trang phục trên khung nền trắng tinh. Cách quay MV tối giản khiến khán giả càng tập trung vào giọng hát, ca từ sâu lắng và biểu cảm của Vũ Cát Tường khi thể hiện bài hát.
| Đội ngũ thực hiện - Composer & Singer: Vu Cat Tuong - Arranging & Mastering: Nguyen Thanh Binh - Mixing: StillaD Tung Duong - Project Manager: Ly Phuong Linh - Media Manager: Chu Nguyen - D.O.P: Tho Hi - Cam Op: Dang Tai - Lighting: Thang Ho - Media Team: Ton That Minh Khoi - Dung Pham - Artist Assistant: Tran Thi Thu Minh - Stylist: Trang Nhe Nhang - MUA: Nghia Trong Tran - Editor: MrKun Vo - Graphic Designer: Cuong Vu - Media Partners: Metub, Moodvn Ngày 2 tháng 4 năm 2021, Vũ Cát Tường chính thức hé lộ về việc ra mắt music video cho ca khúc Tìm hành tinh khác, track 2 trong EP Một Triệu Năm Ánh Sáng. Đây là một tin tức khiến khán giả rất bất ngờ, bởi cô thường chỉ ra mắt một single quảng bá cho các album của mình hàng năm. Ngày 16 tháng 4 năm 2021, MV Tìm hành tinh khác chính thức ra mắt trên nền tảng YouTube. Màu sắc của MV mang một hơi hướng khá hoài cổ và đơn giản cùng những bối cảnh không quá cầu kì. Trong video, Vũ Cát Tường đã thể hiện dưới hình ảnh một chàng trai đang mệt mỏi, lạc lõng và bất lực trong một mối quan hệ với một cô gái, khi mà cả hai đã không còn những cảm xúc như ban đầu, mà chỉ còn sự lạnh nhạt và mơ ước chực chờ được tìm đến một hành tinh khác, một nơi chốn khác. MV được quay tại Hồ Trị An, Đồng Nai, với thời gian quay chỉ trong 24 giờ. Đây cũng là MV đầu tiên Tường sản xuất cùng công ty Vector Presents - công ty giải trí và sản xuất mới của nữ ca sĩ. MV đã đạt được 2,3 triệu lượt xem trên YouTube chỉ sau 24 giờ công chiếu, đem lại hiệu ứng quảng bá lớn và thu hút nhiều khán giả cả trong nước lẫn quốc tế. Ngày 19 tháng 4 - tức 3 ngày sau khi single ra mắt, FM (cộng đồng fandom của Tường) đã đẩy hashtag #VuCatTuong và #TimHanhTinhKhac lên top 1 trending Twitter Việt Nam. Ngoài ra, nữ ca sĩ cũng đã mở bán sản phẩm áo thun "Tìm Hành Tinh Khác" cùng túi vải với hình ảnh được thiết kế lại, nằm trong bộ sưu tập EP Một Triệu Năm Ánh Sáng. Sản phẩm đã được bán hết chỉ sau 24 giờ ra mắt. Đội ngũ thực hiện Âm nhạc - Sáng tác: Vũ Cát Tường - Sản xuất âm nhạc: Vũ Cát Tường - Hòa âm phối khí: Nguyễn Thanh Bình - Mix: StillaD Tùng Dương Video âm nhạc - Đạo diễn: Lương Sơn - A.D: Trung Phạm - D.O.P: Dương Minh Thái - Giám đốc mỹ thuật: Vân Lê - Thực hiện bối cảnh: Ngọc Lan Team - Quay phim: Thành Thinn - Phụ máy: Liêm Nguyễn - Duy Nguyễn - Diễn viên: Vũ Cát Tường - Lưu Kim Đét - Dựng phim: SĐT - Chỉnh màu: Tanjiro - Quản lí dự án: Vector Presents - Quản lí đối ngoại: Duy Lưu - Quản lí truyền thông: Chu Nguyễn - Trợ lí dự án: Trần Thị Thu Minh - Sản xuất: Quỳnh Anh Quin - Stylist: Trang nhẹ nhàng - Trang phục: Datt - Luong Nghe Ky - Makeup: Nghĩa Trọng Trần - Nhiếp ảnh: Hà Trần Nhã Uyên - Thiết kế poster: Minh Kha - BTS: Đỗ Đức Thông - Thiết bị: 7 Production - Ánh Sáng: BK Light |

## Lịch sử ra mắt
| Nơi ra mắt | Ngày ra mắt       | Định dạng                     | Hãng đĩa                        |
| ---------- | ----------------- | ----------------------------- | ------------------------------- |
| Việt Nam   | 18 tháng 11, 2020 | CD digital download streaming | The Little Prince Entertainment |
| Toàn cầu   | 18 tháng 11, 2020 | digital download streaming    | The Little Prince Entertainment |